# Liste des maires de Pons

## Liste des maires
| Période                                  | Période      | Identité                       | Étiquette    | Qualité |
| ---------------------------------------- | ------------ | ------------------------------ | ------------ | --- |
| janvier 2019                             | en cours     | Jacky Botton                   | SE           | Cadre bancaire retraité 3e vice-président de la CC de la Haute Saintonge (2019 → ) |
| octobre 2017                             | octobre 2018 | Jean-Luc Dibar                 | UDI          | Intendant de lycée, premier adjoint |
| mars 2014                                | octobre 2017 | Daniel Laurent                 | UMP puis LR  | Viticulteur, chef d'entreprise Sénateur de la Charente-Maritime (2008 → ) Conseiller général du canton de Pons (1993 → 2014) Démissionnaire pour cause de cumul de mandats |
| octobre 2008                             | mars 2014    | Henri Méjean                   |              | Proviseur de lycée retraité, maire honoraire Chevalier de l'Ordre national du Mérite, officier des Palmes académiques |
| juin 1995                                | octobre 2008 | Daniel Laurent                 | RPR puis UMP | Viticulteur, chef d'entreprise Sénateur de la Charente-Maritime (2008 → ) Conseiller général du canton de Pons (1993 → 2014) Vice-président du conseil général (? → 2014) Président de la CC de la Région de Pons (1995 → 2008) Démissionnaire pour cause de cumul de mandats                     |
| mars 1983                                | juin 1995    | Fernand-Pierre Delapeyronnie   | RPR          | Conseiller général du canton de Pons (1985 → 1992) |
| mars 1977                                | mars 1983    | André Guilloteau               |              | |
| mars 1971                                | mars 1977    | Maurice Lambert                |              | |
| mars 1965                                | mars 1971    | Jacques Dazord                 |              | Médecin |
| mars 1959                                | mars 1965    | Roger-Pierre Pellevoisin       | Rad.         | Directeur général honoraire à la Préfecture de police Conseiller général du canton de Pons (1961 → 1966) |
| 1948                                     | mars 1959    | Marc Dulin                     | Rad.         | Conseiller général du canton de Pons (1949 → 1961) |
| 1947                                     | 1948         | Gabriel Perrier                | DVD          | Conseiller général du canton de Pons (1945 → 1949) |
| 1944                                     | 1947         | Raymond Baillou                |              | Entrepreneur |
| 1943                                     | 1944         | André Thiriet                  |              | |
| 1924                                     | 1942         | Étienne Landrau                | Rad.         | Viticulteur, propriétaire Conseiller général du canton de Pons (1921 → 1942) Révoqué par le gouvernement de Vichy |
| 1919                                     | 1924         | Rémy Dinand                    |              | |
| 1875                                     | 1919         | Émile Combes                   | Rad.soc.     | Médecin, professeur de philosophie Président du Conseil (1902 → 1905) Ministre (1895 → 1896, 1902 → 1905 et 1915 → 1916) Sénateur de la Charente-Inférieure (1885 → 1921) Conseiller général du canton de Pons (1879 → 1921) Président du conseil général de la Charente-Inférieure (1897 → 1921) |
| 1870 en cours                            | ?            | Charles Rigaud                 |              | docteur |
| 1863                                     | ?            | Léon Ardouin                   | Bonapartiste | Docteur-médecin Conseiller général du canton de Pons (1874 → 1879) |
| ?                                        | ?            | Armand Brault                  |              | |
| août 1852                                | ?            | Jacques Lévesque               |              | directeur des contributions directes en retraite. |
| 1840                                     | juin 1852    | Charles Richard Adolphe Rigaud |              | Conseiller général du canton de Pons (1856 → 1874), docteur |
| octobre 1834                             | ?            | Maurice Poitevin               |              | notaire, élu |
| 1832                                     | ?            | Léon Bourdeix                  |              | médecin |
| octobre 1830                             | ?            | Maurice Poitevin               |              | notaire |
| ?                                        | 1830         | Jean Beaurivier                |              | notaire |
| 1816                                     | en cours     | Hyacinthe Laurenceau           |              | |
| 1791                                     | 1792         | Antoine Jacques Joseph de Luc  |              | capitaine de cavalerie |
| Les données manquantes sont à compléter. |              |                                |              | |

## Biographies des maires

### Biographie du maire actuel
Jacky Botton (8 août 1955- )
Cadre bancaire du Crédit agricole à la retraite, il devient maire en remportant l'élection municipale partielle du 13 janvier 2019 convoquée après la démission de plus d'un tiers des membres du conseil municipal sortant. Au sein de la communauté de communes de la Haute Saintonge, il est par ailleurs désigné 3e vice-président. 
Le 15 mars 2020, il est réélu dès le premier tour avec 78,36 % des suffrages, mais à la suite du report des conseils municipaux d'installation liée à la crise sanitaire de COVID-19, sa reconduction officielle à la tête de la commune est repoussée.

### Biographies des anciens maires
Jean-Luc Dibar

Intendant de lycée de profession et premier adjoint de Daniel Laurent, démissionnaire pour cause de cumul des mandats, il est élu maire lors du conseil municipal du 6 octobre 2017. Il conserve son siège jusqu'en octobre 2018, date où un tiers au moins des membres du conseil en exercice ont démissionné.
Daniel Laurent (4 février 1949- )

Conseiller général de Pons à partir de 1993, il devient maire de la commune lors des élections municipales de juin 1995 et est réélu en mars 2001 et 2008. Le 1er octobre 2008, il fait son entrée au Palais du Luxembourg en étant élu sénateur de la Charente-Maritime. Atteint par le cumul, il choisit de quitter ses fonctions de maire et cède son siège à Henri Méjean. 
En mars 2014, il se présente à nouveau aux suffrages des Pontoises et des Pontois et remporte le scrutin avec 69,18 % des voix contre 30,81 % pour son adversaire socialiste Fabienne Dugas-Raveneau.	Il quitte par ailleurs le conseil général de la Charente-Maritime dont il était devenu vice-président. L'adoption en 2014 de la loi interdisant le cumul de fonctions exécutives locales avec un mandat parlementaire, qui a pris effet en 2017, le contraint en octobre de la même année à démissionner une seconde fois.
Henri Méjean (1927 - 17 septembre 2016)

Professeur puis chef des travaux dans un établissement technique et enfin proviseur du lycée Émile-Combes de 1972 jusqu'à sa retraite, il est le premier adjoint de Daniel Laurent lorsqu'il est élu par le conseil municipal en octobre 2008. Il reste premier édile jusqu'en mars 2014.

## Conseil municipal actuel
Les 27 sièges composant le conseil municipal ont été pourvus lors du premier tour de scrutin le 15 mars 2020. Actuellement, il est réparti comme suit : 

Composition du conseil municipal de Pons pour la mandature 2020-2026
Sans étiquette (24 sièges)
Divers droite (3 sièges)

## Résultats des élections municipales
Aux élections municipales, Pons est une commune qui vote traditionnellement à droite. Les mandats de Fernand-Pierre Delapeyronnie (1983-1995) et de Daniel Laurent (1995-2008 et 2014-2017) en sont l'illustration.

### Élection municipale de 2020
|                                       | Jacky Botton * | SE          | 1 054 | 78,36  | 24 | 7 |
| L'union pour Pons                     |                |             | 1 054 | 78,36  | 24 | 7 |
|                                       | Hervé Babin    | DVD         | 291   | 21,63  | 3  | 1 |
| Les racines et l'énergie du renouveau |                |             | 291   | 21,63  | 3  | 1 |
|                                       |                |             |       |        |    |   |
| Inscrits                              | Inscrits       | Inscrits    | 3 257 | 100,00 |    |   |
| Abstentions                           | Abstentions    | Abstentions | 1 840 | 56,49  |    |   |
| Votants                               | Votants        | Votants     | 1 417 | 43,51  |    |   |
| Blancs                                | Blancs         | Blancs      | 28    | 0,86   |    |   |
| Nuls                                  | Nuls           | Nuls        | 44    | 1,35   |    |   |
| Exprimés                              | Exprimés       | Exprimés    | 1 345 | 41,30  |    |   |
| * Liste du maire sortant              |                |             |       |        |    |   |

### Élection municipale partielle de 2019
| Tête de liste     | Tête de liste  | Liste       | Premier tour | Premier tour | Sièges | Sièges |
| Tête de liste     | Tête de liste  | Liste       | Voix         | %            | CM     | CC     |
| ----------------- | -------------- | ----------- | ------------ | ------------ | ------ | ------ |
|                   | Jacky Botton * | SE          | 809          | 60,72        | 22     | -      |
| L'union pour Pons |                |             | 809          | 60,72        | 22     | -      |
|                   | Philippe Hélis | DVD         | 522          | 39,22        | 5      | -      |
| Pons d'abord      |                |             | 522          | 39,22        | 5      | -      |
|                   |                |             |              |              |        |        |
| Inscrits          | Inscrits       | Inscrits    | 3 131        | 100,00       |        |        |
| Abstentions       | Abstentions    | Abstentions | 1 701        | 54,33        |        |        |
| Votants           | Votants        | Votants     | 1 430        | 45,67        |        |        |
| Blancs            | Blancs         | Blancs      | 34           | 1,08         |        |        |
| Nuls              | Nuls           | Nuls        | 65           | 2,07         |        |        |
| Exprimés          | Exprimés       | Exprimés    | 1 331        | 42,51        |        |        |

### Élection municipale de 2014
|                             | Daniel Laurent          | UMP            | 1 475 | 69,18  | 23 | 7 |  |  |
| Pons dynamique et solidaire |                         |                | 1 475 | 69,18  | 23 | 7 |  |  |
|                             | Fabienne Dugas-Raveneau | PS             | 657   | 30,81  | 4  | 1 |  |  |
| Pons 2014, avec vous !      |                         |                | 657   | 30,81  | 4  | 1 |  |  |
|                             |                         |                |       |        |    |   |  |  |
| Inscrits                    | Inscrits                | Inscrits       | 3 232 | 100,00 |    |   |  |  |
| Abstentions                 | Abstentions             | Abstentions    | 1 019 | 31,53  |    |   |  |  |
| Votants                     | Votants                 | Votants        | 2 213 | 68,47  |    |   |  |  |
| Blancs et nuls              | Blancs et nuls          | Blancs et nuls | 81    | 3,66   |    |   |  |  |
| Exprimés                    | Exprimés                | Exprimés       | 2 132 | 96,34  |    |   |  |  |

### Élection municipale de 2008
|                          | Daniel Laurent * | UMP            | 1 418 | 100,00 | 27 |  |  |  |
| Union pour la réussite   |                  |                | 1 418 | 100,00 | 27 |  |  |  |
|                          |                  |                |       |        |    |  |  |  |
| Inscrits                 | Inscrits         | Inscrits       | 3 324 | 100,00 |    |  |  |  |
| Abstentions              | Abstentions      | Abstentions    | 1 442 | 43,38  |    |  |  |  |
| Votants                  | Votants          | Votants        | 1 882 | 56,62  |    |  |  |  |
| Blancs ou nuls           | Blancs ou nuls   | Blancs ou nuls | 464   | 13,96  |    |  |  |  |
| Exprimés                 | Exprimés         | Exprimés       | 1 418 | 42,66  |    |  |  |  |
| * Liste du maire sortant |                  |                |       |        |    |  |  |  |

### Élection municipale de 2001
|                          | Daniel Laurent * | RPR            | 1 453 | 70,23  | - |  |  |  |
|                          | ?                | Gauche         | 616   | 29,77  | - |  |  |  |
|                          |                  |                |       |        |   |  |  |  |
| Inscrits                 | Inscrits         | Inscrits       | 3 232 | 100,00 |   |  |  |  |
| Abstentions              | Abstentions      | Abstentions    | 1 040 | 32,18  |   |  |  |  |
| Votants                  | Votants          | Votants        | 2 192 | 67,82  |   |  |  |  |
| Blancs ou nuls           | Blancs ou nuls   | Blancs ou nuls | 123   | 3,81   |   |  |  |  |
| Exprimés                 | Exprimés         | Exprimés       | 2 069 | 64,02  |   |  |  |  |
| * Liste du maire sortant |                  |                |       |        |   |  |  |  |

## Pour approfondir